# Minh Ly
Minh Hoang Ly (Vietnam, 24 maart 1967) is een in Vietnam geboren Amerikaans professioneel pokerspeler. Hij won onder meer het $10.000 Annual Doyle Brunson North American Poker Championship - No Limit Hold'em van het World Poker Tour Bellagio Festa Al Lago IV 2005, goed voor een hoofdprijs van $1.060.050 ,-.
Ly won tot en met juni 2014 meer dan $3.800.000,- met pokertoernooien, cashgames niet meegerekend.

## Wapenfeiten
Ly boekte zijn eerste grote toernooiwinst in de World Poker Tour (WPT) in 2005, maar maakte eerder al naam in de World Series of Poker (WSOP). In het $3.000 Limit Texas Hold'em-toernooi van de World Series of Poker 2001 werd hij derde, achter Alex Brenes en winnaar Jim Lester. Twee dagen later eindigde hij ook nog twaalfde in het $2.000 Pot Limit Texas Hold'em-toernooi. Ly was in 1995 al eens tweede geworden in het non-WPT, non-WSOP $5.000 No Limit Hold'em-toernooi van de Four Queens Poker Classic 1995, achter Dan Harrington. Dat leverde hem $121.900,- op.
Een jaar na zijn eerste geldprijs in de WSOP haalde Ly opnieuw een finaletafel. In het $10.000 Championship Event van de World Series of Poker 2002 eindigde hij als negende. Vervolgens duurde het tot de World Series of Poker 2005 voor hij weer een finaletafel bereikte, maar daaraan kwam hij dichter bij een eerste WSOP-zege dan ooit tevoren. Doyle Brunson veroordeelde hem tot de rol van verliezend finalist in het $5.000 Short Handed No Limit Hold'em-toernooi. Ly kreeg wel $203.715,- mee. Vier maanden later won hij zijn eerste WPT-titel.
Ly's zette zijn jacht op een WSOP-titel voort, wat hem in het $5.000 Pot Limit Omaha-toernooi van de World Series of Poker 2007 plaats vijf (en $174.537,-) bracht. Hij plaatste zich op de World Series of Poker 2008 voor nog twee finaletafels. Daarop werd hij vierde in het $10.000 World Championship Seven Card Stud-toernooi (goed voor $118.816,-) en achtste in het $2.500 Pot Limit Hold'em/Omaha-toernooi (goed voor $30.481,-).

## Trivia
- Ly is te zien in het tweede seizoen van het televisieprogramma High Stakes Poker.
- Ly behoorde tussen 2001 en 2004 tot het gelegenheidsgezelschap The Corporation, dat het opnam tegen miljardair Andrew Beal.